# 유광명
유광명(劉廣明, ? ~ ?)은 전한 후기의 제후로, 조경숙왕의 증손이다.

## 생애
신작 원년(기원전 61년), 아버지 유충국의 뒤를 이어 효후(猇侯)에 봉해졌다. 시호를 공(恭)이라 하였고, 작위는 아들 유고가 이었다.

## 출전
- 반고, 《한서》 권15상 왕자후표 上

| 선대 아버지 효이후 유충국 | 전한의 효후 기원전 61년 ~ ? | 후대 아들 효희후 유고 |